# نظام ميكانيكي جرياني
يكون النظام الميكانيكي جريانيًا (بالإنجليزية: Rheonomous)‏ إذا كانت معادلات قيوده تحوي الزمن باعتباره متغيرًا صريحًا. مثل هذه القيود تُسمى قيود جريانية (بالإنجليزية: Rheonomic constraints)‏، وعكسها قيود تصلبية.

## مثال: البندول
كما هو مبين على اليسار، الرقاص هو نظام يتألف من ثقل ووتر. يرتبط الوتر بالطرف الأعلى من المحور وفي الطرف الأسفل يرتبط بالثقل. ولكونه غير قابل للتمديد، ينطوي الوتر على طول ثابت. وبالتالي فإن هذا النظام هو تصلبي (scleronomous)؛ فهو يطيع القيد التصلبي
{\displaystyle {\sqrt {x^{2}+y^{2}}}-L=0\,\!} ,
حيث أن {\displaystyle (x,\ y)\,\!} هي موضع الثقل و{\displaystyle L\,\!} هي طول الوتر.
ويتغير الموقف إذا تغيرت نقطة المحور، على سبيل المثال عند إجراء حركة توافقية بسيطة
{\displaystyle x_{t}=x_{0}\cos \omega t\,\!} ,
حيث أن {\displaystyle x_{0}\,\!} هي المدى، {\displaystyle \omega \,\!} التردد الزاوي، و{\displaystyle t\,\!} الوقت.
وعلى الرغم من أن الطرف العلوي من الوتر غير مثبت، إلا أن طول هذا الوتر غير القابل للتمديد يُعتبر ثابتًا. والمسافة بين الطرف العلوي والثقل يجب أن تبقى كما هي. وبالتالي فإن هذا النظام هو زمني التقييد (rheonomous)؛ فهو يطيع القيد الزمني 
{\displaystyle {\sqrt {(x-x_{0}\cos \omega t)^{2}+y^{2}}}-L=0\,\!} .